# Les Comes (Torallola)
Les Comes és una coma amb camps de conreu esgraonats del terme municipal de Conca de Dalt, a l'antic terme de Toralla i Serradell, al Pallars Jussà, en territori del poble de Torallola.
Estan situades a ponent de Torallola, a la dreta del barranc de Santa Cecília, a ponent de les partides de Perico, les Esforcades i l'Era, al nord de lo Rengueret i a llevant de los Seixos.